# 坎高犬
坎高犬，別名坎加爾犬，英文名為Kangal dog、Sivas Kangal、Turkish Kangal，原產地為土耳其，屬於大型犬種，多被用於牧羊或看家護衛等。它於土耳其被視為國寶，是土耳其的一級保護動物，亦是世界上唯一被視為國寶的犬種。

## 概述
成年的坎高犬身高約在72到86公分，體重約41到66公斤，奔跑最高速度達51公里/小時。它的體格強健，肌肉發達，動作敏捷，忠於主人，擁有強烈護衛本能。

## 力量
坎加爾犬雖然體型不是很大，卻擁有非常大的力氣。某些地方仍有舉行的鬪犬比賽，這些兇殘的比賽必須禁止，而坎加爾犬也不時被主人帶到戰埸參賽。由於坎加爾犬四肢力量大得驚人，所以當它與體重比它重很多的狗隻比試中，往往能以力量、技術及速度取勝。
除了四肢力量驚人外，它的咬合力也很大，據統計可達到743磅，是所有狗中之冠。
馬拉克利狗是坎高犬的混種狗，體型較大，但力氣沒有純種的坎高犬大。 

## 性格
坎高犬的天性大膽、勇敢、獨立，警覺性高及有極強防禦力，對於主人或其認可的人類十分忠誠。

## 飼養
坎高犬能適應寒冷及炎熱的天氣，對主人的忠誠度極高，一般對兒童和老人也是很友善的。而它每天需要的運動量不高，但也要需要一般的運動量。如用於看家護衛，必須確保有足夠的活動空間。但凡認為對主人有威脅，坎高犬也會挺身而出。它對陌生的狗隻可能會存有攻擊性，由於天生攻擊力太大，所以如若沒有停止攻擊或收歛，被攻擊的狗可能會重傷，甚至死亡。若主人去喝止，它也未必會完全停止攻擊其他狗隻，所以主人要懂得去處理，防止其他狗隻受到危險的攻擊。不過坎高犬不會攻擊不威脅主人的人，當它攻擊它認為對主人有威脅的人時，若主人喝止它攻擊，一般也會立即收歛。